# Dylan Reese
Dylan Reese (* 29. August 1984 in Pittsburgh, Pennsylvania) ist ein ehemaliger US-amerikanischer Eishockeyspieler, der im Verlauf seiner aktiven Karriere zwischen 2003 und 2018 unter anderem 441 Spiele in der American Hockey League (AHL) auf der Position des Verteidigers bestritten hat. Darüber hinaus absolvierte Reese weitere 78 Partien für die New York Islanders, Pittsburgh Penguins und Arizona Coyotes in der National Hockey League (NHL).

## Karriere
Dylan Reese begann seine Karriere als Eishockeyspieler in der Juniorenliga North American Hockey League, in der er von 2000 bis 2003 für Texas Tornado und Pittsburgh Forge aktiv war. Anschließend wurde er im NHL Entry Draft 2003 in der siebten Runde als insgesamt 209. Spieler von den New York Rangers ausgewählt. Zunächst besuchte er jedoch vier Jahre lang die Harvard University, für deren Eishockeymannschaft er parallel in der ECAC Hockey spielte. Mit seiner Mannschaft gewann er 2004 und 2006 jeweils die Meisterschaft der ECAC Hockey. Gegen Ende der Saison 2006/07 gab der Verteidiger für das Farmteam der Rangers, das Hartford Wolf Pack, sein Debüt im professionellen Eishockey, als er in insgesamt zwölf Spielen in der American Hockey League vier Tore vorbereitete. Die folgenden beiden Jahre verbrachte er in der AHL bei den San Antonio Rampage.
Im September 2009 unterschrieb Reese einen Vertrag als Free Agent bei den Columbus Blue Jackets, kam jedoch anschließend ausschließlich in deren AHL-Farmteam Syracuse Crunch zum Einsatz, ehe er im März 2010 im Tausch gegen Greg Moore an die New York Islanders abgegeben wurde, für die er am Ende der Saison 2009/10 sein Debüt in der National Hockey League gab, als er in 19 Spielen je zwei Tore und zwei Vorlagen erzielte. Parallel lief er zudem für deren AHL-Farmteam Bridgeport Sound Tigers auf. Auch in den folgenden beiden Jahren spielte der US-Amerikaner parallel für die New York Islanders in der NHL und die Bridgeport Sound Tigers in der AHL.
Im Juli 2012 wurde Reese als Free Agent von den Pittsburgh Penguins unter Vertrag genommen. Ein Jahr später unterschrieb er einen Vertrag bei Amur Chabarowsk aus der Kontinentalen Hockey-Liga. Nach Ablauf seines KHL-Vertrages kehrte er in die Vereinigten Staaten zurück und wurde am 1. Juli 2014 von den Arizona Coyotes verpflichtet. Im Juli 2016 verließ Reese Nordamerika erneut und unterschrieb einen Einjahresvertrag bei HV71 aus der Svenska Hockeyligan. Nachdem er mit dem Klub die Schwedische Meisterschaft gewonnen hatte und sein Vertrag um ein weiteres Jahr verlängert worden war, absolvierte der US-Amerikaner auch die Spielzeit 2017/18 in Schweden. Anschließend beendete der 33-Jährige seine aktive Karriere.

### International
Mit der Nationalmannschaft der Vereinigten Staaten nahm Reese in den Jahren 2013 und 2017 am Deutschland Cup teil. In insgesamt sechs Turnierspielen blieb der Verteidiger dabei punktlos, konnte das Turnier mit den US-Amerikanern aber im Jahr 2013 gewinnen.

## Erfolge und Auszeichnungen
| - 2003 NAHL First All-Star Team - 2003 NAHL Defenseman of the Year - 2004 Whitelaw-Cup-Gewinn mit der Harvard University - 2006 Whitelaw-Cup-Gewinn mit der Harvard University | - 2006 ECAC Second All-Star Team - 2007 ECAC Second All-Star Team - 2017 Schwedischer Meister mit dem HV71 |

## Karrierestatistik
(Legende zur Spielerstatistik: Sp oder GP = absolvierte Spiele; T oder G = erzielte Tore; V oder A = erzielte Assists; Pkt oder Pts = erzielte Scorerpunkte; SM oder PIM = erhaltene Strafminuten; +/− = Plus/Minus-Bilanz; PP = erzielte Überzahltore; SH = erzielte Unterzahltore; GW = erzielte Siegtore; 1 Play-downs/Relegation; Kursiv: Statistik nicht vollständig)